# Souligné-sous-Ballon
Souligné-sous-Ballon est une commune française, située dans le département de la Sarthe en région Pays de la Loire, peuplée de 1 237 habitants.
La commune fait partie de la province historique du Maine, et se situe dans le Haut-Maine (Maine roux).

## Géographie

### Lieux-dits et écarts

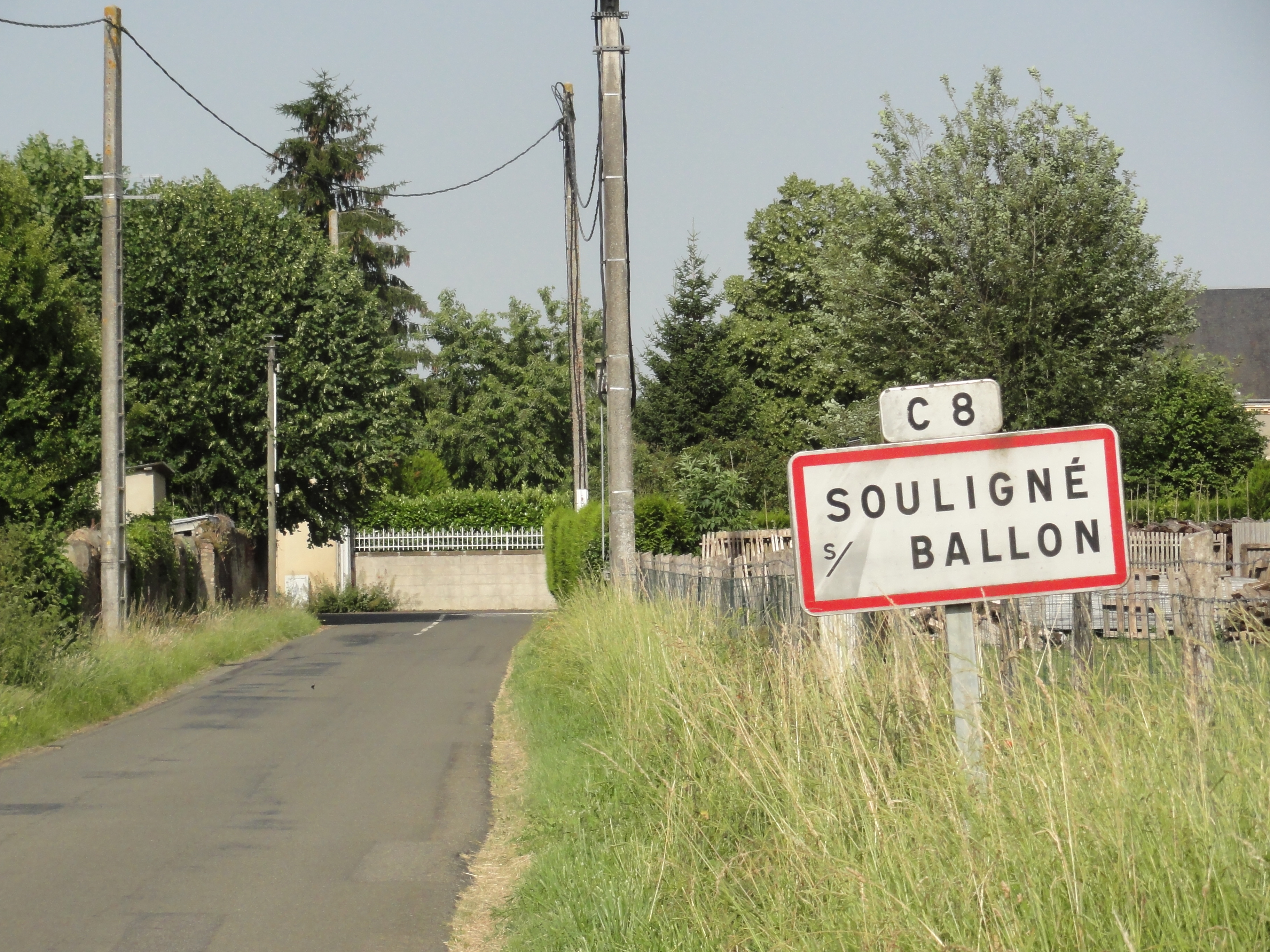
Entrée de Souligné-sous-Ballon.

- Saint-Rémy-des-Bois.

### Communes limitrophes
|             | Ballon               | Saint-Mars-sous-Ballon |
| Montbizot   | Souligné-sous-Ballon | Courcebœufs            |
| La Guierche | Joué-l'Abbé          |                        |

### Climat
Pour des articles plus généraux, voir Climat des Pays de la Loire et Climat de la Sarthe.
En 2010, le climat de la commune est de type climat océanique dégradé des plaines du Centre et du Nord, selon une étude du CNRS s'appuyant sur une série de données couvrant la période 1971-2000. En 2020, Météo-France publie une typologie des climats de la France métropolitaine dans laquelle la commune est dans une zone de transition entre le climat océanique et le climat océanique altéré et est dans la région climatique  Moyenne vallée de la Loire, caractérisée par une bonne insolation (1 850 h/an) et un été peu pluvieux. 
Pour la période 1971-2000, la température annuelle moyenne est de 10,8 °C, avec une amplitude thermique annuelle de 14,1 °C. Le cumul annuel moyen de précipitations est de 695 mm, avec 11,5 jours de précipitations en janvier et 7,1 jours en juillet. Pour la période 1991-2020, la température moyenne annuelle observée sur la station météorologique de Météo-France la plus proche, sur la commune de Saint-Corneille à 11 km à vol d'oiseau, est de 12,0 °C et le cumul annuel moyen de précipitations est de 774,0 mm,. Pour l'avenir, les paramètres climatiques de la commune estimés pour 2050 selon différents scénarios d'émission de gaz à effet de serre sont consultables sur un site dédié publié par Météo-France en novembre 2022.

## Urbanisme

### Typologie
Au 1er janvier 2024, Souligné-sous-Ballon est catégorisée bourg rural, selon la nouvelle grille communale de densité à sept niveaux définie par l'Insee en 2022.
Elle est située hors unité urbaine. Par ailleurs la commune fait partie de l'aire d'attraction du Mans, dont elle est une commune de la couronne,. Cette aire, qui regroupe 144 communes, est catégorisée dans les aires de 200 000 à moins de 700 000 habitants,.

### Occupation des sols
L'occupation des sols de la commune, telle qu'elle ressort de la base de données européenne d’occupation biophysique des sols Corine Land Cover (CLC), est marquée par l'importance des territoires agricoles (87,9 % en 2018), une proportion sensiblement équivalente à celle de 1990 (88,3 %). La répartition détaillée en 2018 est la suivante : 
terres arables (69,6 %), prairies (15,7 %), zones urbanisées (6,5 %), forêts (5,6 %), zones agricoles hétérogènes (2,7 %). L'évolution de l’occupation des sols de la commune et de ses infrastructures peut être observée sur les différentes représentations cartographiques du territoire : la carte de Cassini (XVIIIe siècle), la carte d'état-major (1820-1866) et les cartes ou photos aériennes de l'IGN pour la période actuelle (1950 à aujourd'hui).

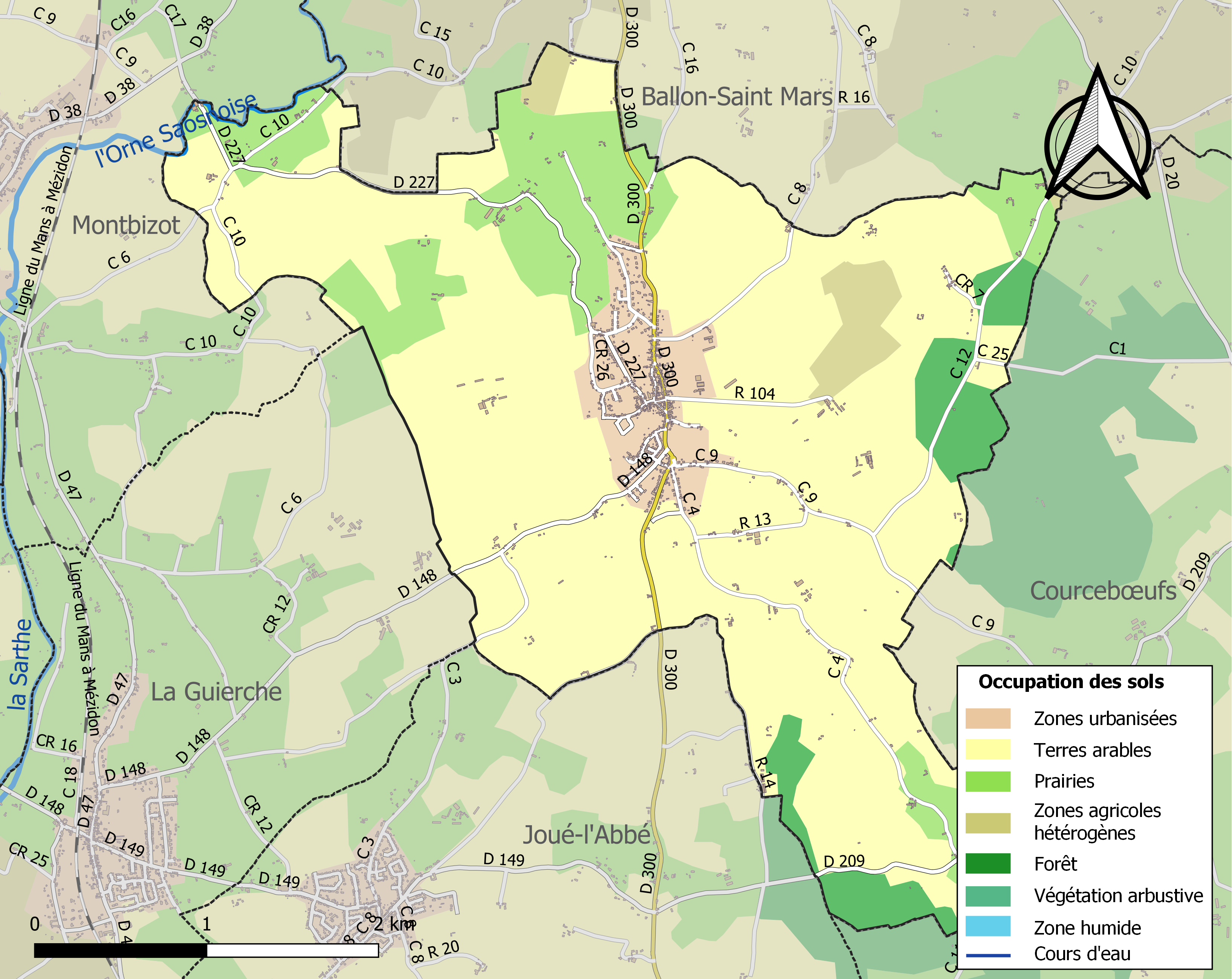
Carte des infrastructures et de l'occupation des sols de la commune en 2018 (CLC).

## Toponymie
Le gentilé est Soulignéen.

## Histoire
Par décret impérial du 18 février 1806, Souligné-sous-Ballon (1 323 habitants en 1806) absorbe Rémy-les-Eaux (112 habitants),. La commune de Rémy-les-Eaux était antérieurement appelée Saint-Rémy-des-Bois, mais aussi Saint-Rémy-des-Eaux ou Saint-Rémy-des-Buchettes.

## Démographie
L'évolution du nombre d'habitants est connue à travers les recensements de la population effectués dans la commune depuis 1793. Pour les communes de moins de 10 000 habitants, une enquête de recensement portant sur toute la population est réalisée tous les cinq ans, les populations de référence des années intermédiaires étant quant à elles estimées par interpolation ou extrapolation. Pour la commune, le premier recensement exhaustif entrant dans le cadre du nouveau dispositif a été réalisé en 2006.
En 2022, la commune comptait 1 237 habitants, en évolution de +2,32 % par rapport à 2016 (Sarthe : −0,25 %, France hors Mayotte : +2,11 %).
| 1793  | 1800  | 1806  | 1821  | 1831  | 1836  | 1841  | 1846  | 1851  |
| ----- | ----- | ----- | ----- | ----- | ----- | ----- | ----- | ----- |
| 1 096 | 1 171 | 1 323 | 1 400 | 1 496 | 1 543 | 1 530 | 1 522 | 1 466 |

| 1856  | 1861  | 1866  | 1872  | 1876  | 1881  | 1886  | 1891  | 1896  |
| ----- | ----- | ----- | ----- | ----- | ----- | ----- | ----- | ----- |
| 1 372 | 1 294 | 1 252 | 1 192 | 1 172 | 1 105 | 1 121 | 1 118 | 1 046 |

| 1901  | 1906 | 1911  | 1921 | 1926 | 1931 | 1936 | 1946 | 1954 |
| ----- | ---- | ----- | ---- | ---- | ---- | ---- | ---- | ---- |
| 1 039 | 982  | 1 037 | 883  | 862  | 817  | 825  | 862  | 824  |

| 1962 | 1968 | 1975 | 1982 | 1990 | 1999  | 2006  | 2011  | 2016  |
| ---- | ---- | ---- | ---- | ---- | ----- | ----- | ----- | ----- |
| 869  | 849  | 805  | 847  | 916  | 1 009 | 1 157 | 1 150 | 1 209 |

| 2021  | 2022  | - | - | - | - | - | - | - |
| ----- | ----- | - | - | - | - | - | - | - |
| 1 238 | 1 237 | - | - | - | - | - | - | - |

## Enseignement

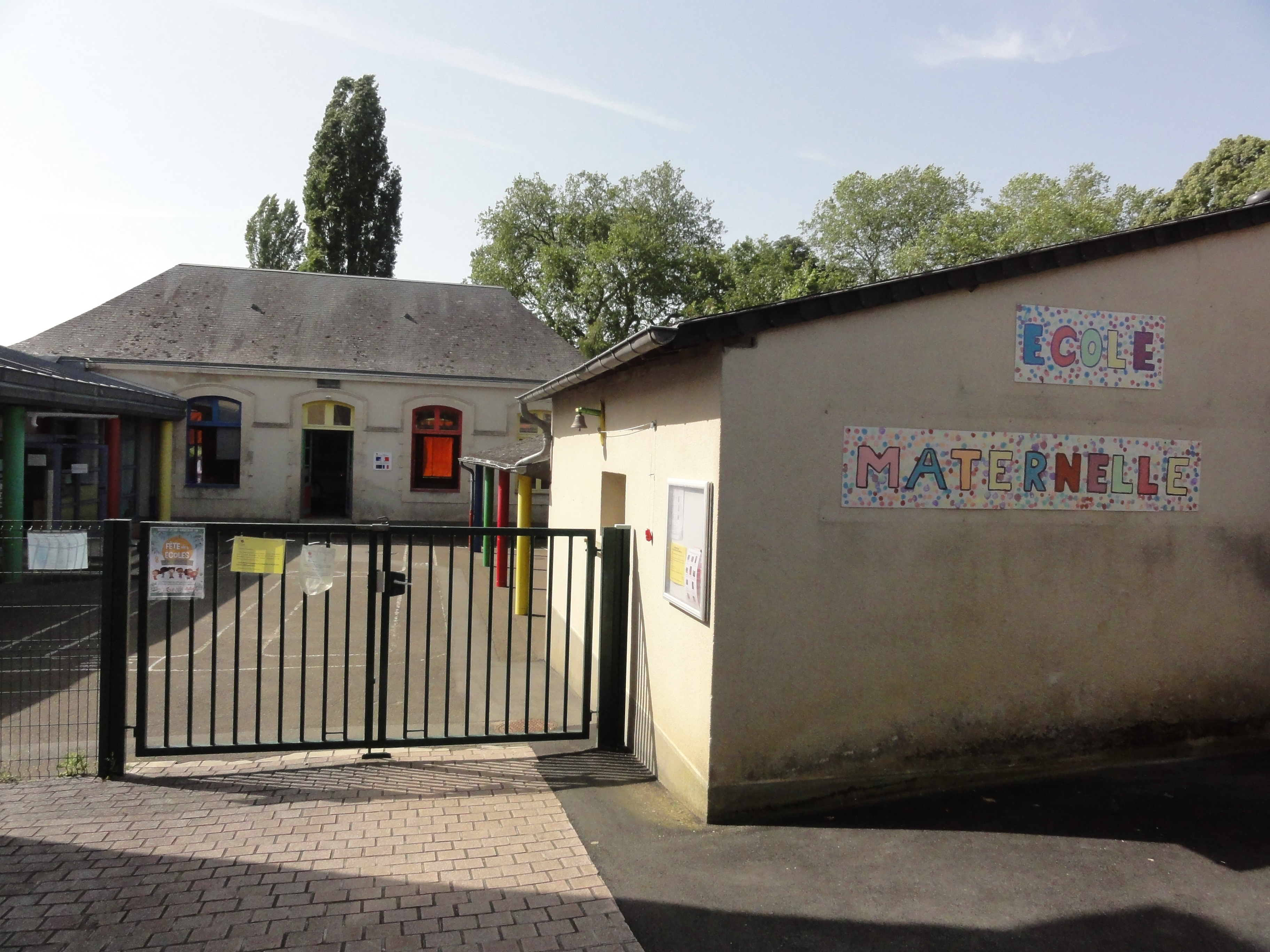
École maternelle de Souligné-sous-Ballon.

- École maternelle.

## Événements et animations
Les Foulées des Portes du Maine, une course à pied se déroulant le plus souvent début avril.

## Lieux et monuments
- Église Saint-Martin construite de 1832 à 1834.
- Monument aux morts.
- Calvaire érigé en 1761 et 1767 sous l'impulsion de Mme de Briqueville.
- Croix de chemin avec niche de la Vierge.
- Croix de mission de 1905.
- Statue de la Vierge.
- Château de la Freslonnière.

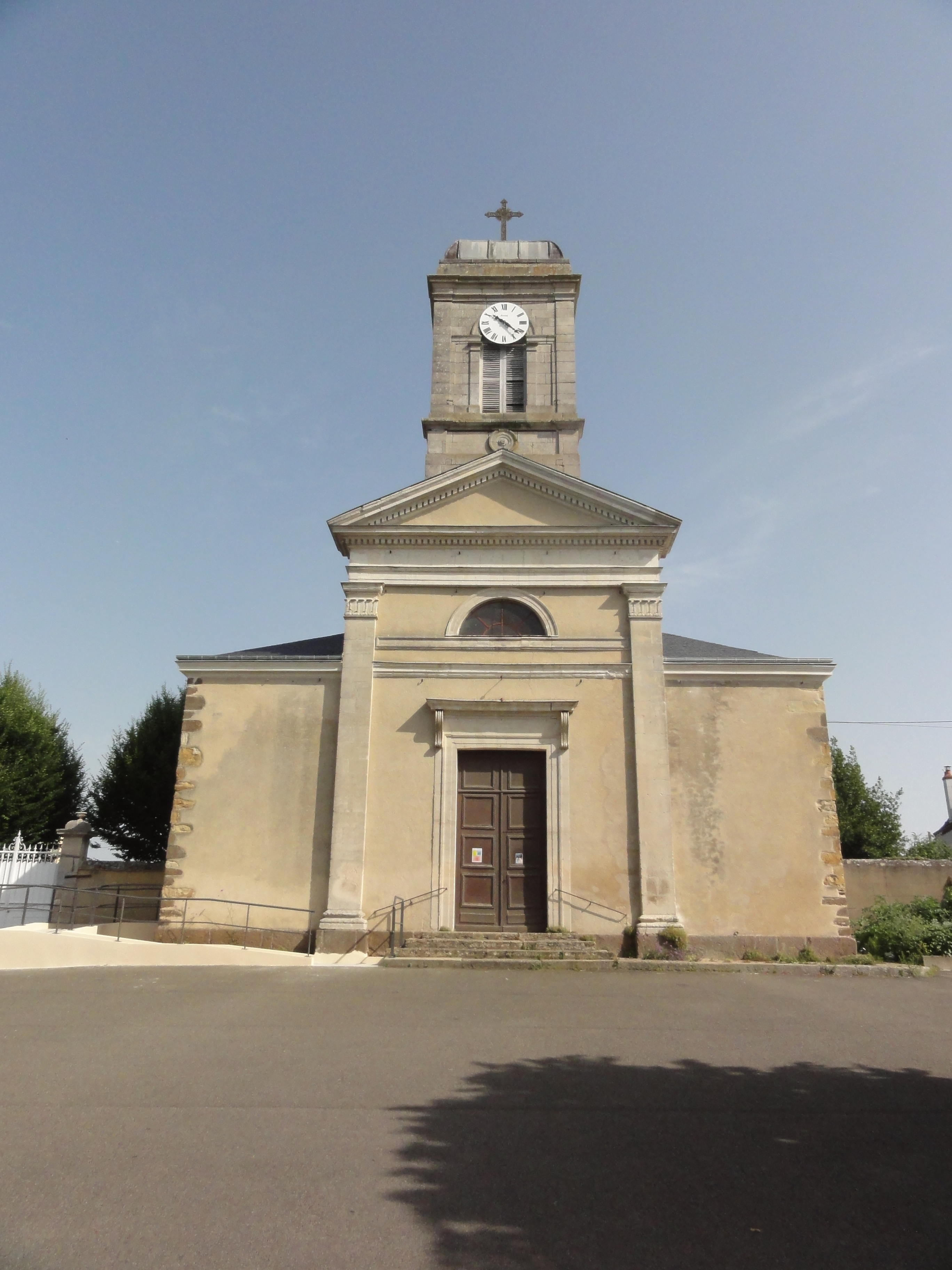
Église Saint-Martin.
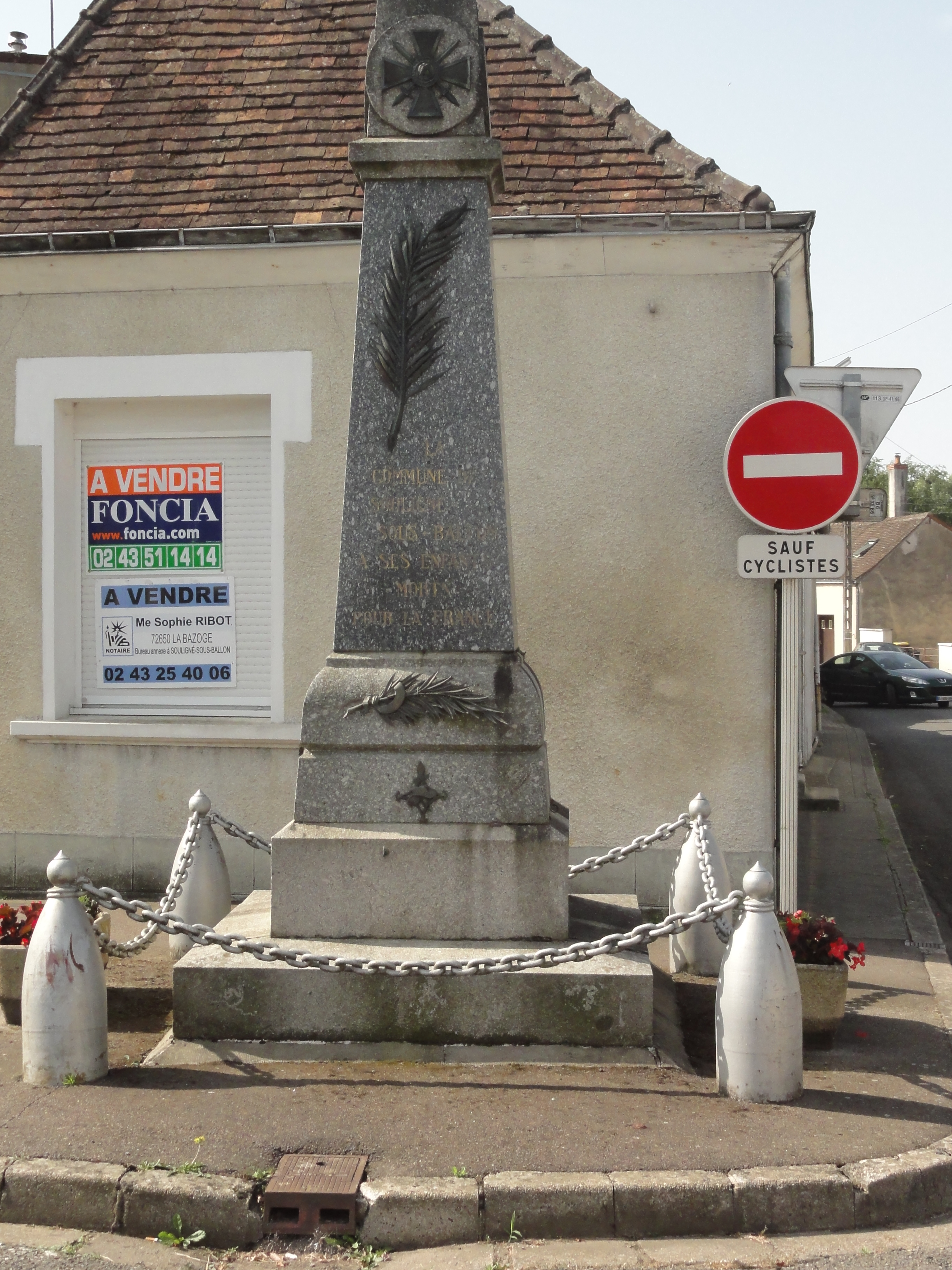
Monument aux morts.
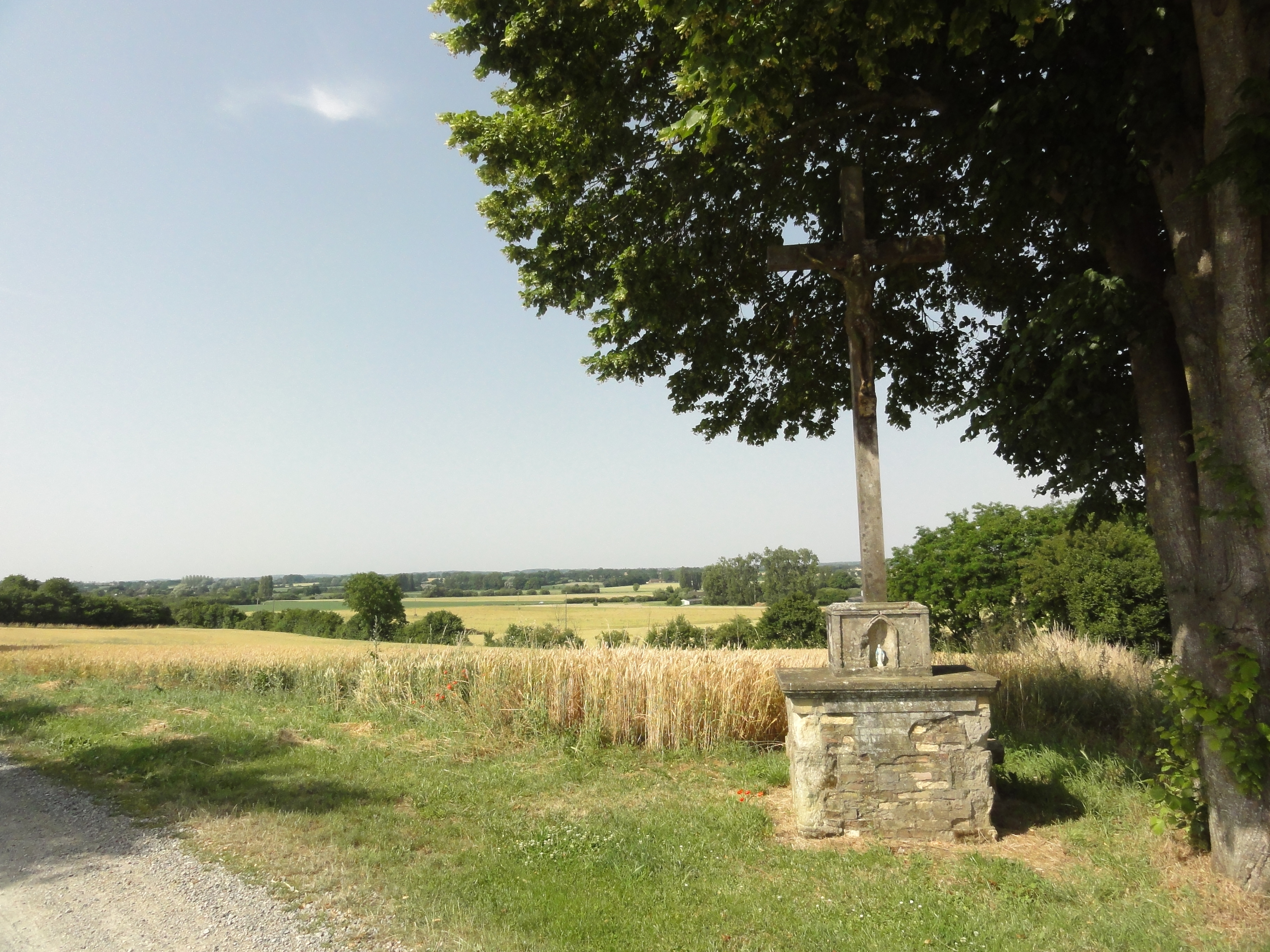
Calvaire avec niche de la Vierge.
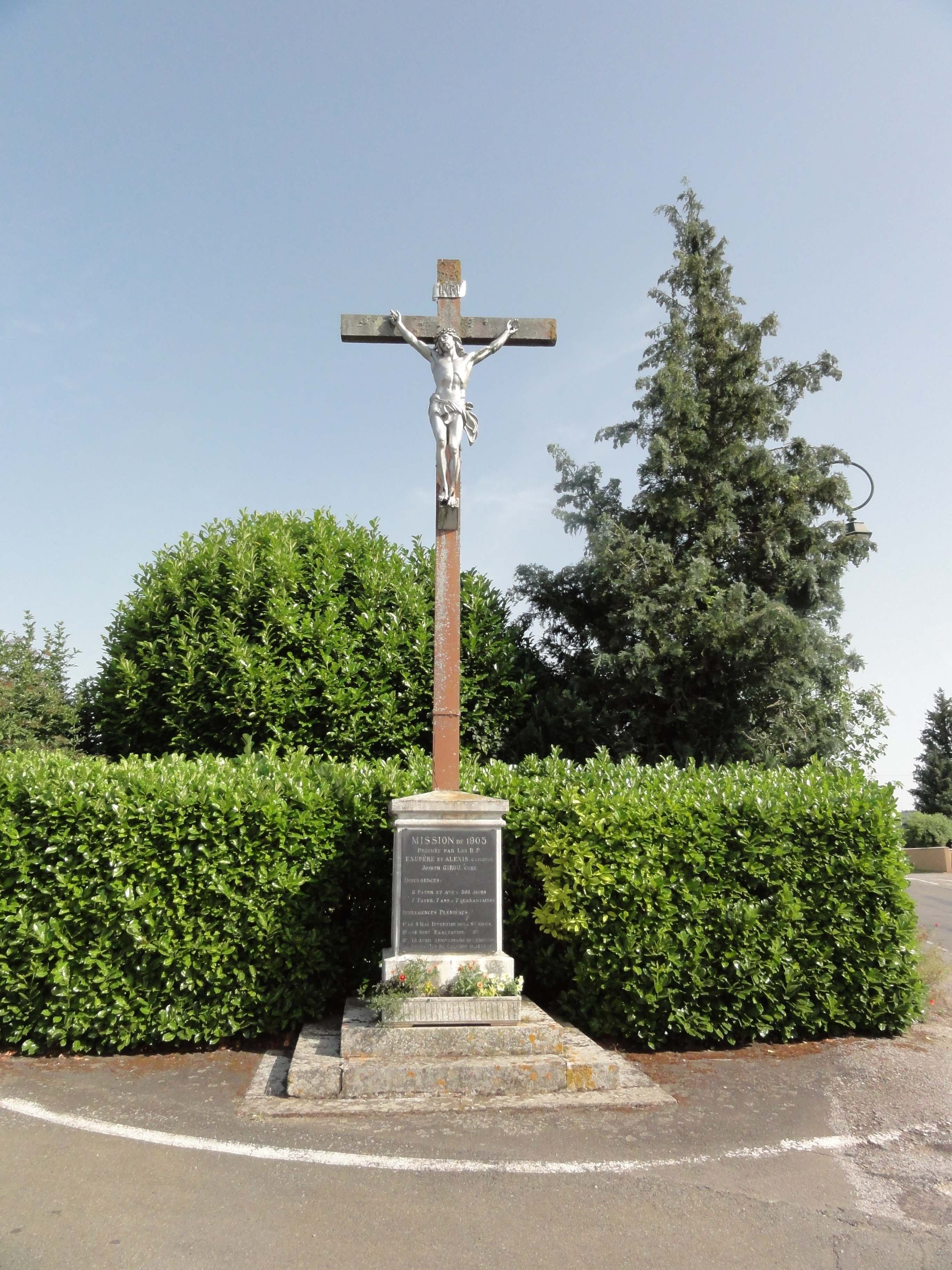
Croix de mission.
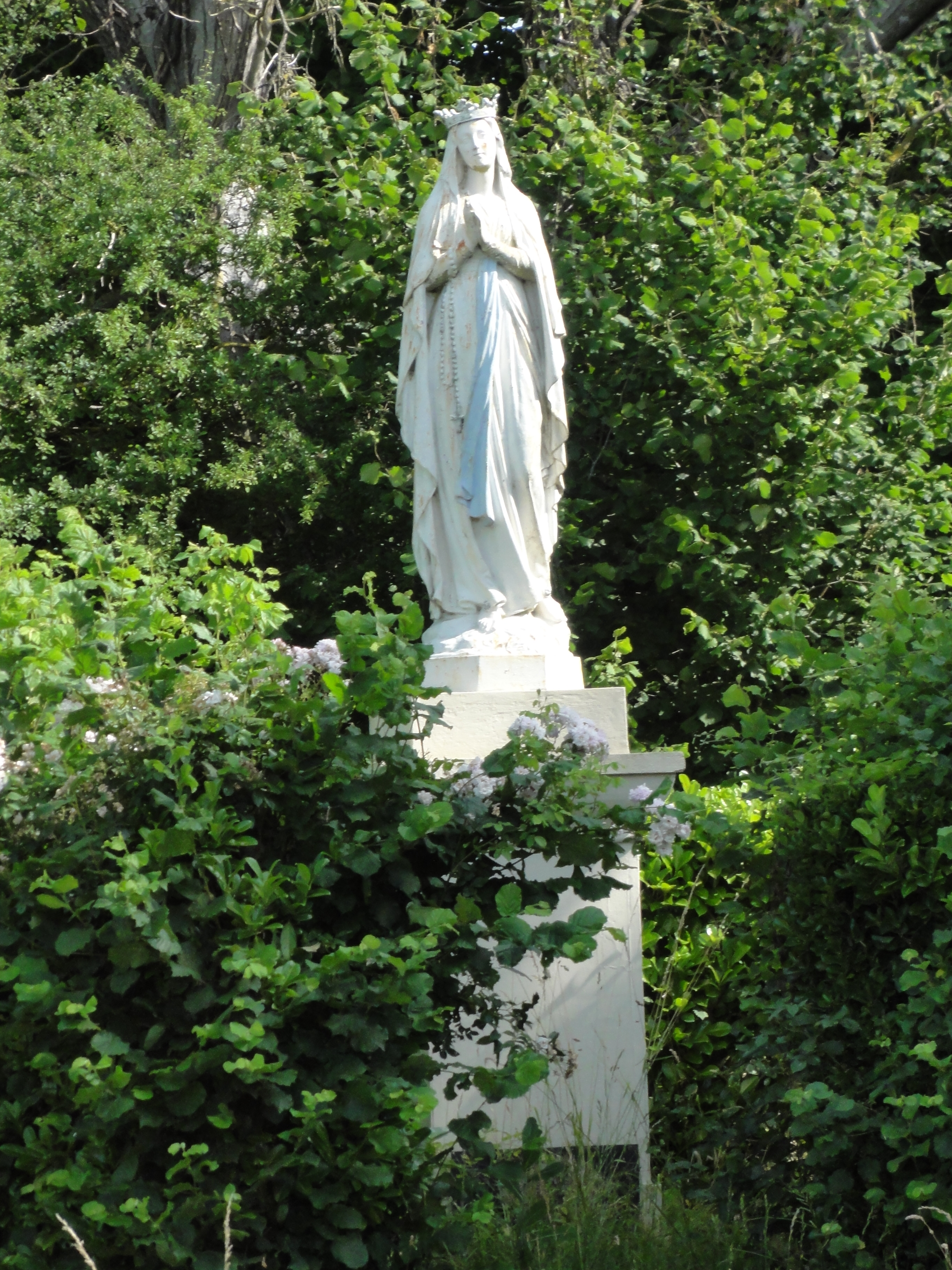
Statue de la Vierge

## Héraldique
| Armes de Souligné-sous-Ballon | Les armoiries de Souligné-sous-Ballon se blasonnent ainsi : Écartelé : au premier d'azur à 3 gerbes d'or, au second d'argent au lion de gueules couronné d'or, au troisième d'argent à 2 fasces de sable, au quatrième d'azur semé de fleurs de lys d'argent au lion du même armé, lampassé et couronné de gueules. Le blason original a été créé par un membre du conseil municipal et adopté en séance du conseil le 24 octobre 2008 |

## Personnalités liées à la commune
- Françoise de Maridor, la dame de Monsoreau du roman d'Alexandre Dumas est née au château de la Freslonnière vers 1555. Elle est la fille aînée d'Olivier de Maridor, écuyer tranchant de la reine de Navarre Jeanne d'Albret, et d'Anne de Matignon, dame d'honneur de cette reine. Françoise épouse en 1573, Jean e Couesmes, seigneur de Lucé. Ce dernier est tué à Lusignan en décembre 1574. Elle épouse en secondes noces, Charles de Chambes, comte de Montsoreau en janvier 1576. Elle fut dame d'honneur de Catherine de Médicis. Décédée en Anjou, elle fut inhumée en l'église de Souligné-sous-Ballon en novembre 1620[24].
- Raymond Paumier. Né à Souligné-sous-Ballon le 14 juillet 1902 d'un père perruquier et d'une mère couturière, il devient instituteur en 1922 et part enseigner à Paris puis se fixe à Montgeron en 1930. Convaincu que l'éducation ne s'arrête pas aux portes de la classe, il y met en place un patronage laïque. Pendant la Seconde Guerre, il participe au comité local de libération du réseau Libération Nord, tout en se préoccupant de l'alimentation des scolaires  et de nutrition. Après guerre, il met en place, avec le soutien de la maire de Montgeron, le premier restaurant d'enfants, établissement faisant longtemps référence dans le monde entier. Devenu spécialiste en la matière, il sera un infatigable conférencier en France et dans le monde, tout en faisant profiter de son expérience sa région d'origine pour réorganiser les cantines scolaires du département, au groupe scolaire Henri-Barbin du Mans d'abord, puis dans les autres quartiers, et à Assé-le-Riboul. Il contribue également en 1960 par ses conseils à la construction de la cantine de Souligné-sous-Ballon où il aimait à revenir dans sa famille tous les étés avec son épouse.